# 新北市
新北市（シンペイ/しんほく/しんぽく-し、英語: New Taipei City）は、台湾北部に位置する中華民国の直轄市。2010年12月25日、台湾省管轄下の台北県から直轄市に昇格し、新北市（新しい台北市の略）と改称された。

## 概要
台湾地区で最多の人口を有する都市であり、首都である台北市の衛星都市として発展した。市域は台北市を取り囲む都市部と、台北市の外港である基隆市（市）の近郊を含む北部の山地からなる。

## 地理
新北市は台湾西北部に位置しており、中心地点は石碇区石碇である。東側は宜蘭県、南は桃園市に接しており、市域の中に台北市及び基隆市が位置している。
市内の地勢は起伏に富んでおり、蘭陽渓の支流が市内を流れている外、河川系は淡水河流域に限定されている。淡水河の支流には基隆河、新店渓、景美渓、北勢渓、南勢渓、塭子川、三峡河、大漢渓などがあり、豊かな流域土壌を形成している。

### 気候
ケッペンの気候区分では温暖湿潤気候（Cfa）に属し、平均最低気温は1月には13.9℃まで下がる。なお7月の平均最高気温34.3℃である。
| New Taipei City（1981–2010）の気候 | New Taipei City（1981–2010）の気候 | New Taipei City（1981–2010）の気候 | New Taipei City（1981–2010）の気候 | New Taipei City（1981–2010）の気候 | New Taipei City（1981–2010）の気候 | New Taipei City（1981–2010）の気候 | New Taipei City（1981–2010）の気候 | New Taipei City（1981–2010）の気候 | New Taipei City（1981–2010）の気候 | New Taipei City（1981–2010）の気候 | New Taipei City（1981–2010）の気候 | New Taipei City（1981–2010）の気候 | New Taipei City（1981–2010）の気候 |
| 月                                 | 1月                                | 2月                                | 3月                                | 4月                                | 5月                                | 6月                                | 7月                                | 8月                                | 9月                                | 10月                               | 11月                               | 12月                               | 年                                 |
| ---------------------------------- | ---------------------------------- | ---------------------------------- | ---------------------------------- | ---------------------------------- | ---------------------------------- | ---------------------------------- | ---------------------------------- | ---------------------------------- | ---------------------------------- | ---------------------------------- | ---------------------------------- | ---------------------------------- | ---------------------------------- |
| 平均最高気温 °C （°F）             | 19.1 (66.4)                        | 19.6 (67.3)                        | 22.1 (71.8)                        | 25.7 (78.3)                        | 29.2 (84.6)                        | 32.0 (89.6)                        | 34.3 (93.7)                        | 33.8 (92.8)                        | 31.1 (88)                          | 27.5 (81.5)                        | 24.2 (75.6)                        | 20.7 (69.3)                        | 26.6 (79.9)                        |
| 日平均気温 °C （°F）               | 16.1 (61)                          | 16.5 (61.7)                        | 18.5 (65.3)                        | 21.9 (71.4)                        | 25.2 (77.4)                        | 27.7 (81.9)                        | 29.6 (85.3)                        | 29.2 (84.6)                        | 27.4 (81.3)                        | 24.5 (76.1)                        | 21.5 (70.7)                        | 17.9 (64.2)                        | 23 (73.41)                         |
| 平均最低気温 °C （°F）             | 13.9 (57)                          | 14.2 (57.6)                        | 15.8 (60.4)                        | 19 (66)                            | 22.3 (72.1)                        | 24.6 (76.3)                        | 26.3 (79.3)                        | 26.1 (79)                          | 24.8 (76.6)                        | 22.3 (72.1)                        | 19.3 (66.7)                        | 15.6 (60.1)                        | 20.4 (68.7)                        |
| 雨量 mm （inch）                   | 83.2 (3.276)                       | 170.3 (6.705)                      | 180.4 (7.102)                      | 177.8 (7)                          | 234.5 (9.232)                      | 325.9 (12.831)                     | 245.1 (9.65)                       | 322.1 (12.681)                     | 360.5 (14.193)                     | 148.9 (5.862)                      | 83.1 (3.272)                       | 73.3 (2.886)                       | 2,405.1 (94.69)                    |
| 平均降雨日数 （≥0.1 mm）           | 14.1                               | 14.6                               | 15.5                               | 14.9                               | 14.8                               | 15.5                               | 12.3                               | 14                                 | 13.8                               | 11.9                               | 12.4                               | 11.7                               | 165.5                              |
| % 湿度                             | 78.5                               | 80.6                               | 79.5                               | 77.8                               | 76.6                               | 77.3                               | 73                                 | 74.1                               | 75.8                               | 75.3                               | 75.4                               | 75.4                               | 76.6                               |
| 平均月間日照時間                   | 80.6                               | 71.3                               | 89.6                               | 92.6                               | 113.7                              | 121.7                              | 179                                | 188.9                              | 153.7                              | 124                                | 99.4                               | 90.7                               | 1,405.2                            |
| 出典：中央気象局                   |                                    |                                    |                                    |                                    |                                    |                                    |                                    |                                    |                                    |                                    |                                    |                                    |                                    |

### 行政区画
- 板橋区 三重区 永和区 中和区 新荘区 新店区
- 土城区 蘆洲区 汐止区 樹林区 鶯歌区 三峽区
- 淡水区 瑞芳区 五股区 泰山区 林口区 深坑区
- 石碇区 坪林区 三芝区 石門区 八里区 平渓区
- 双渓区 貢寮区 金山区 万里区 烏来区

## 歴史
古くは主にケタガラン族が居住していた地域で、鶏籠（基隆）あるいは淡水と呼ばれていた。1875年、沈葆楨により台北府設置の請願がなされ、以来台北と称される。

### 沿革
- 1662年（永暦15年） - 鄭成功により台湾に一府二県が設けられ、現在の新北市周辺には天興県（中国語版）が設置される。
- 1685年（康熙23年） - 諸羅県（中国語版）の管轄となり、台湾府に属するようになった。
- 1723年（雍正元年） - 大甲渓以北を淡水庁（中国語版）への管轄とする。
- 1875年（光緒元年） - 沈葆楨により台北府設置が請願される。
- 1879年（光緒05年） - 台北府を設置、艋舺、大稲埕、なと台北中心部を統治。新竹、淡水、宜蘭県、基隆庁、南雅庁を管轄。
- 1888年（光緒13年） - 福建台湾省を設置。
- 1895年（明治28年） - 日本による統治開始。北部は台北県（中国語版）が設置され基隆、宜蘭、新竹の3庁を管轄。
- 1898年（明治31年） - 台北県より新竹および宜蘭県を分割。
- 1902年（明治35年） - 台北県が解体され、台北、基隆、深坑、桃園、新竹の5庁を設置。
- 1920年（大正09年） - 庁が廃止され州を設置。台北州が成立。
- 1945年（昭和20年・民国34年） - 日本の降伏。中華民国による台湾光復。台北州から台北市および基隆市を分離させ、宜蘭市、淡水、文山、新荘、羅東、基隆、宜蘭、七星、蘇澳、海山の9区を統括する台北県を設置。
- 1947年（民国36年） - 七堵郷を基隆市に編入。
- 1950年（民国39年） - 宜蘭市、羅東区、宜蘭区、蘇澳区を分割し、宜蘭県を設置。
- 1968年（民国57年） - 景美鎮、南港鎮、木柵郷（中国語版）、内湖郷を台北市に編入。
- 2007年（民国96年） - 10月以降、中央政府の財政上で「準直轄市」扱いとなる。
- 2010年（民国99年） - 直轄市に昇格して新北市と改称、旧県内の市郷鎮は区に移行。

## 政治

### 行政

#### 市長
官選県長
| 代   | 氏名   | 任期                          |
| ---- | ------ | ----------------------------- |
| 代理 | 連震東 | 1945年11月5日 - 1946年2月16日 |
| 初代 | 陸桂祥 | 1946年2月16日 - 1947年6月5日  |
| 二代 | 梅達夫 | 1947年6月5日 - 1951年1月31日  |
| 代理 | 項際科 | 1951年2月1日 - 1951年4月30日  |

民選県長
| 代       | 氏名   | 任期                           | 政党       |
| -------- | ------ | ------------------------------ | ---------- |
| 初代     | 梅達夫 | 1951年5月1日－1954年6月2日     | 中国国民党 |
| 二代     | 戴徳発 | 1954年6月2日－1957年6月2日     | 中国国民党 |
| 三代     | 戴徳発 | 1957年6月2日－1960年6月2日     | 中国国民党 |
| 四代     | 謝文程 | 1960年6月2日－1963年10月31日   | 中国国民党 |
| 五代     | 蘇清波 | 1964年6月2日－1968年6月2日     | 中国国民党 |
| 六代     | 蘇清波 | 1968年6月2日－1973年2月1日     | 中国国民党 |
| 七代     | 邵恩新 | 1973年2月1日－1977年12月20日   | 中国国民党 |
| 八代     | 邵恩新 | 1977年12月20日－1981年9月14日  | 中国国民党 |
| 代理県長 | 武增文 | 1981年9月14日－1981年12月20日  | 中国国民党 |
| 九代     | 林豊正 | 1981年12月20日－1985年12月20日 | 中国国民党 |
| 十代     | 林豊正 | 1985年12月20日－1989年12月20日 | 中国国民党 |
| 十一代   | 尤清   | 1989年12月20日－1993年12月20日 | 民主進歩党 |
| 十二代   | 尤清   | 1993年12月20日－1997年12月20日 | 民主進歩党 |
| 十三代   | 蘇貞昌 | 1997年12月20日－2001年12月20日 | 民主進歩党 |
| 十四代   | 蘇貞昌 | 2001年12月20日－2004年5月20日  | 民主進歩党 |
| 代理県長 | 林錫耀 | 2004年5月20日－2005年12月20日  | 民主進歩党 |
| 十五代   | 周錫瑋 | 2005年12月20日－2010年12月25日 | 中国国民党 |

民選市長
| 代   | 氏名   | 任期                            | 政党       |
| ---- | ------ | ------------------------------- | ---------- |
| 初代 | 朱立倫 | 2010年12月25日 - 2014年12月25日 | 中国国民党 |
| 二代 | 朱立倫 | 2014年12月25日 - 2018年12月25日 | 中国国民党 |
| 三代 | 侯友宜 | 2018年12月25日 -                | 中国国民党 |

## 対外関係

### 姉妹都市･提携都市
姉妹都市
- シンシナティ（アメリカ合衆国 オハイオ州）
- サンフランシスコ（アメリカ合衆国 カリフォルニア州）
- マイアミ・デイド郡（アメリカ合衆国 フロリダ州）
- リッチランド郡（アメリカ合衆国 オハイオ州）
- ロサンゼルス郡（アメリカ合衆国 カリフォルニア州）
- ボルチモア郡（アメリカ合衆国 メリーランド州）
- シュタルンベルク郡（ドイツ連邦共和国 バイエルン州 オーバーバイエルン管区）
- リサール州（フィリピン共和国 カラバルソン地方）
- ソウル（大韓民国 特別市）
- 釜山市（大韓民国 広域市）
- 大邱市（大韓民国 広域市）

パートナーシティ
- 東京都（日本国 関東地方）

## 交通

### 鉄道
- 市内の最大のターミナルは板橋区の板橋駅になるが、かなり面積も大きな都市でもあるため、区によっての中心駅も異なる。

| 線区名 | 駅数 | 駅名称                                                           |
| ------ | ---- | ---------------------------------------------------------------- |
| 縦貫線 | 9    | 五堵駅 汐止駅 汐科駅 板橋駅 浮洲駅 樹林駅 南樹林駅 山佳駅 鶯歌駅 |
| 宜蘭線 | 8    | 四脚亭駅 瑞芳駅 猴硐駅 三貂嶺駅 牡丹駅 双渓駅 貢寮駅 福隆駅      |
| 平渓線 | 7    | 三貂嶺駅 大華駅 十分駅 望古駅 嶺脚駅 平渓駅 菁桐駅               |
| 深澳線 | 2    | 瑞芳駅 八斗子駅                                                  |

### 台湾高速鉄道（台湾新幹線, THSR）
| 線区名       | 駅数 | 駅名称 |
| ------------ | ---- | ------ |
| 台湾高速鉄道 | 1    | 板橋駅 |

### 捷運（MRT）
| 事業者   | 線区名                                      | 駅数 | 駅名称 |
| -------- | ------------------------------------------- | ---- | --- |
| 台北捷運 | 淡水線                                      | 3    | 淡水駅 紅樹林駅 竹囲駅                                                                                                 |
| 台北捷運 | 板橋線                                      | 4    | 江子翠駅 新埔駅 板橋駅 府中駅                                                                                          |
| 台北捷運 | 土城線                                      | 4    | 亜東病院駅 海山駅 土城駅 永寧駅 頂埔駅                                                                                 |
| 台北捷運 | 新店線                                      | 4    | 大坪林駅 七張駅 新店区公所駅 新店駅                                                                                    |
| 台北捷運 | 小碧潭支線                                  | 1    | 小碧潭駅 |
| 台北捷運 | 中和線                                      | 4    | 頂渓駅 永安市場駅 景安駅 南勢角駅                                                                                      |
| 台北捷運 | 蘆洲線                                      | 5    | 蘆洲駅 三民高中駅 徐匯中学駅 三和国中駅 三重国小駅                                                                     |
| 台北捷運 | 新荘線                                      | 8    | 台北橋駅 菜寮駅 三重駅 先嗇宮駅 頭前庄駅 新荘駅 輔大駅 丹鳳駅 迴龍駅                                                   |
| 台北捷運 | 環状線 （西環が運営中、北環と南環が建設中） | 14   | 大坪林駅 十四張駅 秀朗橋駅 景平駅 景安駅 中和駅 橋和駅 中原駅 板新駅 板橋駅 新埔民生駅 頭前庄駅 幸福駅 新北産業園区駅  |
| 新北捷運 | 淡海軽軌緑山線                              | 11   | 紅樹林駅 竿蓁林駅 淡金鄧公駅 淡江大学駅 淡金北新駅 新市一路駅 淡水行政中心駅 浜海義山駅 浜海沙崙駅 淡海新市鎮駅 崁頂駅 |
| 新北捷運 | 淡海軽軌藍海線                              | 4    | 浜海沙崙駅 台北海洋大学駅 沙崙駅 淡水漁人碼頭駅                                                                        |
| 新北捷運 | 安坑軽軌                                    | 9    | 双城駅 玫瑰中国城駅 台北小城駅 耕莘安康院区駅 景文科大駅 安康駅 陽光運動公園駅 新和国小駅 十四張駅                     |
| 桃園捷運 | 機場線                                      | 6    | 三重駅 新北産業園区駅 新荘副都心駅 泰山駅 泰山貴和駅 林口駅                                                            |

### 高速道路
| 区間名   | 通称               | IC数 | インターチェンジ名称                                          |
| -------- | ------------------ | ---- | ------------------------------------------------------------- |
| 国道一号 | 中山高速道路       | 52   | 五堵IC 汐止交IC 三重IC 五股IC 汐止JCT                         |
| 国道三号 | フォルモサ高速道路 | 55   | 汐止JCT 新台五路IC 新店IC 安坑IC 中和IC 土城IC 三鶯IC 鶯歌JCT |
| 国道五号 | 北宜高速道路       | 5    | 石碇IC 坪林IC（2006年6月14日に新規開通分未記載）              |

### 快速道路

#### 省道
- 台61線
- 台61甲線
- 台62線
- 台62甲線
- 台64線
- 台65線
- 台1線高架道路
- 台2己線高架道路
- 台5線高架道路
- 台5乙線高架道路

#### 市道
- 市道103号甲線：新北市重陽大橋
- 市道104号
- 市道116号：浮洲高架快速道路

#### 郷道
- 新店環河快速道路，北100線。
- 四腳亭坑路，北37線，別称は台62甲線連絡道。

#### 生活圈道路
- 新北環河快速道路
- 新店環河快速道路
- 中安快速道路

#### 市区快速道路
- 新五路高架橋
- 大華二路高架道路
- 汐止貨物車專用道
- 汐止大坑溪高架道路
- 北二高南港聯絡道高架橋
- 四腳亭埔路聯絡道

## 教育
現在、新北市には24の大学があり、輔仁大学はQSベスト学生都市ランキングによる新北市の代表的な大学である。新北市長は2021年に「輔仁大学は新北市の人材、学問、医療の中核である」と指摘したことがある。
高中、高専以下の教育機関は下部行政組織を参照のこと。

### 大学
- 国立台北大学
- 国立台湾芸術大学
- 輔仁大学
- 淡江大学
- 真理大学

- 華梵大学
- 明志科技大学
- 聖約翰科技大学
- 景文科技大学
- 東南科技大学

- 台北海洋技術学院

### 技術学院
- 黎明技術学院
- 致理技術学院
- 醒吾技術学院
- 華夏技術学院
- 徳霖技術学院
- 亜東技術学院

### 軍警察関係学校
- 国防大学
- 憲兵訓練センター

## 観光地
- 深坑
- 淡水 - 紅毛城
- 九份
- 金瓜石 - 黄金博物館（中国語版）
- 十分瀑布
- 十分駅 - 十分老街
- 烏来（ウーライ）温泉
- 八里
- 汐止区
- 金宝山（中国語版、英語版） - テレサ・テン紀念公園
- 東北角・宜蘭海岸国家風景区 - 三貂角灯台
- 満月円国家森林遊楽区（中国語版）
- 內洞国家森林遊楽区（中国語版）
- 碧潭（中国語版）風景区
- 福隆海水浴場（中国語版）
- 竹林山観音寺（中国語版）
- 蘆洲湧蓮寺（中国語版）
- 鶯歌陶磁博物館（中国語版）
- 坪林茶業博物館（中国語版）
- 十三行博物館（中国語版）
- 一滴水紀念館 - 作家水上勉の父水上覚治が建てた日本の古民家を移築した施設。
- 林本源園邸（板橋林家花園）
- 猴硐猫村[11] - 約100人の住民より多い200匹以上の猫が暮らす。猫カフェもあり、内外の猫愛好者が訪れる[12]。
- 樹林夜市（中国語版）
- 楽華夜市（中国語版）